# 头罗曼
头罗曼（？—517年）也作多罗摩那，拖拉曼那，是公元5世纪末至6世纪初嚈哒在印度的统治者。约465年，嚈哒占据犍陀罗，任该地“特勤”（即总督）。从470年开始，他以犍陀罗为中心，进攻笈多帝国，逐渐占有印度北部、中部直至摩腊婆。死后其子摩醯逻矩罗即位。